# 1SWASP J140533.33+114639.1
Désignations
1SWASP J140533.33+114639.1 (abrégé de façon informelle en J1405), également désignée V387 Bootis (en abrégé V387 Boo) est une étoile binaire à contact à éclipses peu profondes de sous-type W UMa et de courte période. Le degré de contact est de 7,9 ± 0,5 % et le rapport de masse de 1,55 ± 0,02. Le système est distant d'environ ∼ 2 460 a.l. (∼ 754 pc) de la Terre.
Le système a une courbe de lumière asymétrique expliquée par la présence d'une tache froide sur l'étoile la plus massive. Le système pourrait être issu d'un système détaché à courte période à la suite du rétrécissement orbital dû à la perte de moment angulaire. La période de la paire d'étoiles augmente de 2,09 × 10−7 jour par an, ce qui peut s'expliquer par un transfert de masse de la composante la moins massive vers la plus massive.